# Комачина
Комачина (итал. Isola Comacina) — остров в Италии в провинции Ломбардия на озере Комо. Размеры острова достигают 500 метров в длину и в среднем 140 метров в ширину.
Остров расположен напротив населённых пунктов Оссуччо и Сала-Комачина (от которого его отделяет 180-метровый пролив). Остров открыт для посещения туристами. От Менаджо до острова ходят корабли. 
В конце XVIII века кардинал Дурини пытался приобрести остров с целью устройства здесь своей загородной резиденции. Получив отказ, он купил полуостров в 1,5 км к востоку, где построил виллу Балбьянелло.
В 1919 году король Бельгии Альберт I получил остров в качестве подарка от мэра коммуны Сала-Комачина. На год остров стал анклавом под суверенитетом Бельгии. В 1920 году Комачина был возвращен итальянскому государству с условием, что там будет располагаться колония художников и других людей искусства.
В честь Комачины назван астероид (489) Комачина, открытый в 1902 году итальянским астрономом Луиджи Карнера.